# 圓山淳也
圓山 淳也（まるやま じゅんや）は、日本の元子役。
主に1980年代前半、テレビドラマで活躍した。
「太陽にほえろ！」では、セミレギュラーとして地井武男演じる刑事、井川利三（トシさん）の息子を演じた。

## 出演作品
テレビドラマ
- 歴史の涙（1980年、TBS） -  阿南惟茂 役
- 電子戦隊デンジマン - 第45話「二人いたデンジ姫」（1980年、テレビ朝日） -  道郎 役
- 男！あばれはっちゃく - 第18話「大当り！占いマルヒ作戦」（1980年、テレビ朝日）
- Gメン'75 - 第260話「悪魔の結婚式」（1980年、TBS）
- 出逢い（1981年、TBS）
- 鬼平犯科帳'81 第2シリーズ - 第10話「いろおとこ」（1981年、テレビ朝日）
- 幻之介世直し帖 - 第17話「伊平次の声が盗まれた」（1982年、日本テレビ） -  太吉 役
- 花王愛の劇場「秘密」（1982年、TBS）
- 大江戸捜査網 第5リーズ - 第142話「白昼夢　過去を暴く脅迫状」（1982年、テレビ東京）
- 太陽にほえろ!（日本テレビ） -  井川浩史 役
  - 第526話「井川刑事着任!」（1982年）
  - 第532話「バラの刺青」（1982年）
  - 第573話「父と子の写真」（1983年）
  - 第587話「殺人広告」（1984年）
  - 第605話「離婚」（1984年）
  - 第616話「カエルの子」（1984年）
  - 第693話「わが子へ！」（1986年）
- 時代劇スペシャル 素浪人罷り通る - 第3部「血煙りの宿」（1982年、フジテレビ）
- 宇宙刑事シャイダー - 第12話「百点源太の正体？」（1984年、テレビ朝日） -  中村源太 役